# Saidpur Theh
Saidpur Theh é uma aldeia no distrito de Shaheed Bhagat Singh Nagar, do estado de Punjab, Índia. Ela está localizada a 4 quilómetros de distância de Garcha, a 13 quilómetros de Nawanshahr, a 6.6 quilómetros da sede do distrito Shaheed Bhagat Singh Nagar e a 100 quilómetros da capital Chandigarh. A aldeia é administrada por um Sarpanch, um representante eleito da aldeia.

## Demografia
De acordo com o censos de 2011, a aldeia tem um número total de 20 casas e uma população de 97 elementos, dos quais 46  são do sexo masculino e 51 são do sexo feminino de acordo com o relatório publicado pelo Censo da Índia em 2011. A taxa de alfabetização da aldeia é 81.40%, estando a média do estado situada nos 75.84%. A população de crianças sob a idade de 6 anos é de 11, que é 11.34% da população total da aldeia, e a relação do sexo das criança é aproximadamente 833, quando comparada à média do estado de Punjab de 846. De acordo com o relatório publicado pelo Censo da Índia em 2011, 36 pessoas estavam envolvidas em actividades de trabalho fora da população total da aldeia que inclui 30 homens e 6 mulheres. De acordo com o relatório de pesquisa de censo de 2011, 100% dos trabalhadores descrevem seu trabalho como principal trabalho e nenhum dos trabalhadores estão envolvidos na actividade marginal, que fornece subsistência por menos de 6 meses.

## Transporte
A estação ferroviária de Nawanshahr é a estação de comboio mais próxima, no entanto, a estação ferroviária de Garhshankar fica a 29 quilómetros de distância da aldeia. O Aeroporto de Sahnewal é o aeroporto doméstico mais próximo, encontrando-se a 57 quilómetros, em Ludhiana, e o aeroporto internacional mais próximo fica situado em Chandigarh. Outro aeroporto internacional, o de Sri Guru Ram Dass Jee, é o segundo aeroporto internacional mais próximo, que fica a 158 quilómetros, em Amritsar.